# 쇼 히로시
쇼 히로시(일본어: 尚裕, 1918년 9월 18일 ~ 1997년 8월 30일)는 쇼쇼의 장남이자, 류큐 왕국 쇼타이 왕(尚泰王)의 증손자이다. 도쿄 제국대학 문학부 동양사학과를 졸업하였고, 이후 일본 제국 해군에서 대위로 임관하여 복무하였다.

## 생애
1918년에 쇼쇼의 장남으로 태어났고, 1923년에 아버지가 사망하자 5살의 나이로 후작위를 습작하였다.
1992년, 다마우둔(玉陵), 시키나엔(識名園) 등을 나하시(那覇市)에 기증하였다. 1995년 9월, 집안 전래의 고문서를 기증하였으며, 1996년에는 미술품을 기증하였다. 기증 유물은 2006년에 〈류큐 국왕 쇼씨 관계 자료〉(琉球国王尚家関係資料)로서 일본 국보로 지정되었다.
1996년에 나하시로부터 나하시의 명예시민으로 인정받았다. 같은 해, 8월 30일 사망하였으며 시신은 오키나와현 시마지리군 이제나촌으로 보내져서 다마우둔에 묻혔다.

## 가족
- 아버지: 쇼쇼(尚昌)
- 어머니: 모모코(百子, 고쿠라번주 오가사와라 다다노부(小笠原忠忱)의 차녀)
- 부인: 에이코(瑛子)
- 후처: 게이코(啓子)
  - 장남: 마모루(衛)
  - 장녀: 가즈코(和子)
  - 차녀: 요시코(芳子)
  - 삼녀: 게이코(圭子)
  - 사녀: 가오루(薫)

| 전임 쇼쇼 | 제4대 쇼 후작가 당주 1923년 ~ 1947년 | 후임 화족 제도 폐지 |

| 전임 쇼쇼 | 제22대 쇼가 당주 1923년 ~ 1997년 | 후임 쇼 마모루 |